# Иванови-Иванови
„Иванови-Иванови“ е руски сериал, комедия.

## Сюжет
Серията разказва за две семейства с различен просперитет. Те откриват, че децата им са били объркани преди 16 години от санитарките на родилното отделение. Възрастните решават да възстановят историческата справедливост. Сега Ваня е принуден да се научи да оцелява в дома от бедните си биологични родители, а Данила — да се запознае с правилата за поведение в светското общество. Скоро обаче къщата на бедните Иванови изгаря и те се заселват под един покрив с богатите Иванови. Съвместният живот на две семейства се оказва труден, но те успяват да постигнат компромиси.

## Актьорски състав

### Главни роли

#### Богати Иванови
- Алексей Лукин – Иван, биологичен син на Алексей и Лидия Иванови, син на Антон и Полина Иванови
- Сергей Бурунов – Антон Павлович, собственик на автокъща, един от най-успешните бизнесмени на Воронежка област
- Александра Флоринская – Полина Сергеевна, светска лъвица и домакиня, съпруга на Антон
- Станислав Дужников – Борис Павлович Иванов (от сезон 5), брат на Антон Иванов, фермер
- Светлана Колпакова – Нина Анатолиевна Милованова (тогава - Иванова) (от сезон 5), съседка на Борис Иванов, от сезон 6 - съпругата му
- Юлия Сорокина – Василиса Павловна Милованова (от сезон 5), дъщеря на Нина, от епизод 112 - приятелка на Иван

#### Бедни Иванови
- Семьон Трескунов – Данила, биологичен син на Антон и Полина Иванови, син на Алексей и Лидия Иванови
- Михаил Трухин – Алексей Викторович, безработен
- Анна Уколова – Лидия Семьоновна, шивачка, съпруга на Алексей
- Юрий Ицков – Виктор Алексеевич, баща на Алексей Иванов, пенсионер

### Гост-звезди
- Анна Семенович – 49, 61 епизод
- Елена Летяща – 74 епизод

## Списък с епизоди
| Сезон | Сезон | Епизоди   | Премиера първи епизод | Премиера последни епизод |
| ----- | ----- | --------- | --------------------- | ------------------------ |
|       | 1     | 1 – 20    | 16 октомври 2017      | 16 ноември 2017          |
|       | 2     | 21 – 40   | 2 април 2018          | 26 април 2018            |
|       | 3     | 41 – 61   | 29 октомври 2018      | 29 ноември 2018          |
|       | 4     | 62 – 82   | 11 ноември 2019       | 12 февруари 2020         |
|       | 5     | 81 – 103  | 25 януари 2021        | 25 февруари 2021         |
|       | 6     | 104 – 120 | 6 февруари 2023       | 2 март 2023              |
|       | 7     | 121 – 132 | 7 октомври 2024       | 17 октомври 2024         |

## Рейтинг
„Иванови-Иванови“ се излъчва успешно по СТС. Делът на руските зрители, които са гледали първите две серии, е 16,8% в аудиторията „10-45“. По-късно сериалът продължава да показва високи рейтинги.

## Награда
- Анна Уколова получи наградата ТЭФИ-2018 в категорията "Най-добра актриса на телевизионен филм / сериал" за ролята на Лида Иванова[3].
- ТЭФИ-2023 – спечелване на категория "Най-добър комедиен сериал"[4].